# Hastings Rashdall

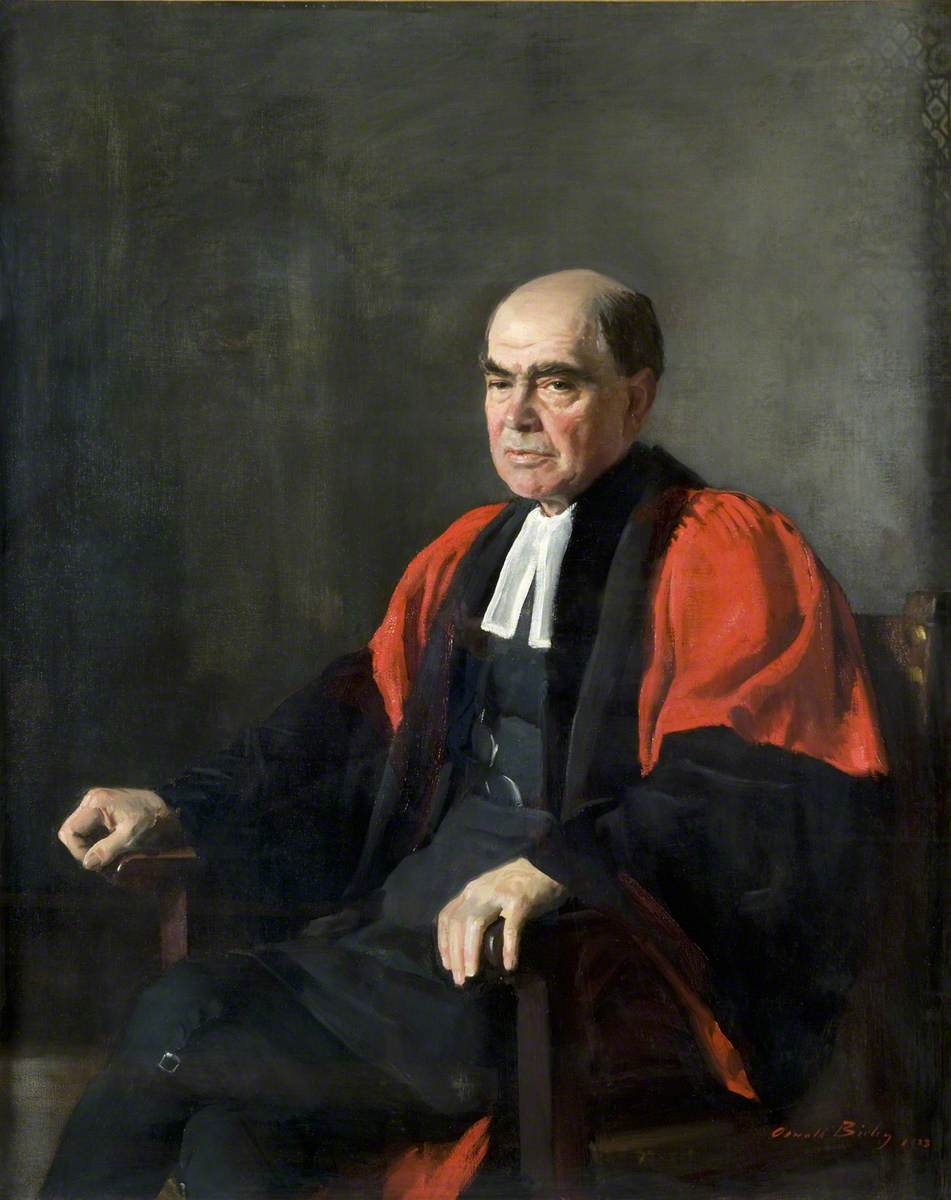
Hastings Rashdall (1858-1924)

Hastings Rashdall FBA (Kensington, Londen 24 juni 1858 - Worthing, West Sussex 9 februari 1924p. 1) was een Engels theoloog, filosoof, historicus en anglicaans priester.pass. Hij was een belangrijk leidsman van de liberale anglicanen, de "Modernists", binnen de Kerk van Engeland. Als filosoof was hij een van de belangrijkste exponenten van het idealistisch utilitarisme.

## Biografie
Hastings Rashdall was de zoon van een anglicaans geestelijke. Hij bezocht de exclusieve kostschool Harrow School om daarna te studeren aan New College, Universiteit van Oxford (B.A., 1881; M.A., 1884). Tijdens zijn studie onderging hij sterk de invloed van de filosofen T.H. Green en Henry Sidgwick. In 1884 werd hij tot diaken gewijd en in 1886 tot priester door bisschop J.B. Lighfoot van Durham. Vanaf 1888 was hij universitair docent en onderzoeker aan de Universiteit van Oxford (voordien was hij korte tijd als docent verbonden aan andere universiteiten). Zijn leeropdracht was aanvankelijk de geschiedenis van de laat-klassieke tot het begin van de negentiende eeuw. Hij specialiseerde zich in de middeleeuwen en in 1895 verscheen zijn eerste grote studie, The Universities of Europe in the Middle Ages ("De Universiteiten van Europa in de Middeleeuwen"), dat in twee delen verscheen. Vanaf 1894 doceerde hij ook Godgeleerdheid en was hij chaplain van Balliol College, Oxford. Hij was daarnaast ook werkzaam als universiteitspredikant. Zijn tweede grote studie was een bewerking van een aantal van zijn preken over christelijke doctrines, Doctrine and Development, waarin hij de oude geloofswaarheden opnieuw trachtte te duiden. Sedertdien maakte hij steeds meer naam als liberaal anglicaans geleerde. 
Rashdall, die behoorde tot het Brits idealisme, trachtte deze filosofische stroming in verband te brengen met het moderne utilitarisme waarvan zijn leermeester Green en Sidgwick belangrijke vertegenwoordigers waren. In 1907 verscheen van zijn hand The Theory of Good and Evil ("De Theorie van het Goede en het Kwade") dat hij opdroeg aan zijn leermeesters. Als filosoof was hij een determinist, maar hij weigerde het kwaad te herleiden tot God.p. 244
Zijn belangrijkste theologische werk dateert van 1919 en is getiteld The Idea of Atonement in Christian Theology ("De Idee van Verzoening in de Christelijke Theologie"). Rashdall behandeld in dit werk de verschillende verzoeningstypen die gangbaar zijn in het Christendom. Hij verwerpt daarbij de Christus Victorleer als primitiefp. 70 - m.u.v. de Christus-Victorleer van Origenes, die hij positief beoordeeldp. 71 en de satisfactieleer als bruut. Zijn grootste bezwaar gold de klassieke leer van het straffen, waarbij men uitgaat van het straffen als doel op zich. Straffen mag volgens Rashdall alleen als middel om iets te bereiken. Een God die voldoening ervaart in het straffen van een onschuldige, Jezus Christus, zoals sommige aanhangers van de satisfactieleer betogen, is volgens Rashdall onethisch. Hij staat evenwel positief tegenover de subjectieve verzoeningsleer, die volgens hem het beste aansluit bij de boodschap van Jezus Christus in het Nieuwe Testament.p. 66
De laatste jaren van zijn leven hield Rashdall zich sterk bezig met de Christologie. Hij trachtte traditionele leerstukken, zoals de incarnatie, Drie-eenheid en pre-existentie van Christus in het licht van de moderne wetenschap te verklaren of toe te lichten. Zijn tegenstanders hielden hem voor dat hij de Godheid van Christus loochende, maar dit werd door hem ten stelligste erkend.p. 80pp. 205-210 Zijn opvatting over de Drie-eenheid is die van de openbaringstriniteit die een immanente triniteit veronderstelt. Anders dan andere theologische liberalen was Rashdall een overtuigd theïst en dacht hij God als een persoonlijk Wezen. Hij geloofde ook in het persoonlijk voortbestaan in het hiernamaals. Hij verwierp de gedachte van een eeuwige hel als inconsistent met de leer van Jezus en wees er op dat in het jodendom van die dagen een van de opvattingen was dat slechte mensen ophielden te bestaan (Annihilationime).p. 215 Hij geloofde ook in een soort vagevuur waarin de zielen van de overledenen een op rehabilitatie gerichte straf ondergingen alvorens te worden toegelaten in de hemel.p. 242 Hij had weinig op met mystiek, en omschreef het christelijke geloof als een profetische godsdienst.p. 248
Hoewel op theologisch vlak een liberaal, was hij op politiek vlak een christensocialist (hij was medeoprichter en bestuurslid van de Christian Social Union) en stemde op de Liberal Party.p. 17 Van 1904 tot 1907 was hij president van de Aristotelian Society. Van 1923 tot 1924 was hij voorzitter van de Modern Churchmen’s Union, de bond van liberale anglicanen. 
Hastings Rashdall overleed op 9 februari 1924 Worthing, West Sussex aan de gevolgen van kanker. De laatste tien jaar van zijn leven had hij last van zware rugklachten, een hernia en een tumor in zijn rug.pp. 212 e.v. Hij was sinds 1905 getrouwd met Constance Makins (1874-1958). Zij was de broer van generaal-majoor sir Ernest Makins.

## Werken
- The Universities of Europe in the Middle Ages, 2 vols. in 3 parts (1895)
- Doctrine and Development: University Sermons (1898)
- New College (co-auteur: Robert Rait, 1901)
- Christus in Ecclesia: Sermons on the Church and Its Institutions (1904)
- The Theory of Good and Evil (1907)
- Ethics (ongedateerd)
- Philosophy and Religion (1910)
- Is Conscience an Emotion? Three Lectures on Recent Ethical Theories (1914)
- Conscience and Christ: Six Lectures on Christian Ethics (1916)
- The Idea of Atonement in Christian Theology (Londen: Macmillan, 1919)
- The Moral Argument for Personal Immortality in King's College Lectures on Immortality (1920)
- God and Man (1930) (postuum)

## Verwijzingen
- Bibsys: 2051957
- Bibliothèque nationale de France: cb12305221p (data)
- CiNii: DA01459619
- Gemeinsame Normdatei: 1050232755
- International Standard Name Identifier: 0000 0001 2134 1929
- Library of Congress Control Number: n86060857
- Bibliotheek van het Japanse parlement: 00453711
- Nationale Bibliotheek van Tsjechië: mzk2012712762
- Nationale bibliotheek van Australië: 35442609
- Nationale Bibliotheek van Israël: 987007266791005171
- Nederlandse Thesaurus van Auteursnamen: 072946776
- Istituto Centrale per il Catalogo Unico: CFIV048119
- SNAC: w6tq7f0j
- Système universitaire de documentation: 031927335
- Trove: 954406
- Virtual International Authority File: 56676096
- WorldCat: E39PBJdrH7DPXv3QRCkbVj86Kd